# Roger Palmgren
Roger Lennart Palmgren (ur. 11 marca 1963 w Sztokholmie) – szwedzki trener piłkarski.  

## Kariera
Palmgren karierę rozpoczął w 1991 roku w zespole Café Opera z ósmej ligi szwedzkiej. W ciągu dwóch lat awansował z nim do szóstej ligi. W latach 1993–1994 prowadził młodzieżową drużynę włoskiego Arezzo, a następnie został selekcjonerem reprezentacji Sierra Leone. W 1996 roku poprowadził ją na Pucharze Narodów Afryki. Rozegrała na nim trzy mecze: z Burkina Faso (2:1), Algierią (0:2) i Zambią (0:4), po czym odpadła z turnieju po fazie grupowej. W tym samym roku Palmgren przestał być trenerem kadry Sierra Leone.
W kolejnych latach prowadził szwedzki zespół Vasalunds, a także reprezentację Rwandy, z którą w 2005 roku osiągnął finał Pucharu CECAFA. Następnie trenował nigeryjską Kwarę United oraz południowoafrykańskie drużyny Thanda Royal Zulu i AmaZulu. W 2013 roku był selekcjonerem reprezentacji Namibii, a w latach 2013–2016 pracował w Chinach, gdzie pełnił funkcję asystenta Svena-Görana Erikssona w zespołach Guangzhou R&F oraz Shanghai SIPG.